# Jean-Baptiste Poncet
Jean-Baptiste Poncet (Saint-Laurent-de-Mure, 3 febbraio 1827 – Lione, 6 gennaio 1901) è stato un pittore e incisore francese.

## Biografia
Nel 1864, Jean-Baptiste Poncet studiò le tecniche della pittura presso Joseph Soumy, assieme al quale copiava le opere dei maestri del passato al museo del Louvre di Parigi. In seguito fu per nove anni uno degli allievi di Hippolyte Flandrin, che aiutò nella realizzazione degli affreschi della basilica di Saint-Martin d'Ainay, della chiesa di San Vincenzo de' Paoli di Parigi e dell'abbazia di San Germano dei Prati. Dopo la morte del suo maestro, Poncet si occupò di realizzare delle incisioni degli affreschi flandriniani dell'abbazia di San Germano su incarico della prefettura della Senna.
Nel 1861 si guadagnò una medaglia di terza classe al Salone per un dipinto avente come soggetto la toeletta della cortigiana Frine, poi vinse un'altra medaglia nel 1864 e infine ottenne una medaglia per l'incisione nel 1865. Poncet avrebbe continuato a esporre dei quadri al Salone di Parigi fino agli ultimi anni della sua vita, dato che una sua Venus à la colombe ("Venere con la colomba") è presente nel numero della rassegna Le nu au Salon che tratta il Salone del 1898, tre anni prima della sua scomparsa.

## Opere
- Un jeune joueur de flûte au bord de la mer, Salone del 1861,[5] olio su tela, museo di belle arti di Lione.[6]
- Jeune joueur de flûte, 1861, disegno, Parigi, museo del Louvre, dipartimento di arti grafiche.[7]
- La Toilette de Phryné, Salone del 1861, ubicazione sconosciuta.
- Portrait d'Hippolyte Flandrin, 1862, olio su tela, museo di belle arti di Lione.[8]
- Orphée, Salone del 1864,[9] ubicazione sconosciuta.
- Portrait de Jean-Baptiste Poncet, 1865, olio su tela, museo di belle arti di Lione.
- Venus à la colombe, Salone del 1898,[4] olio su tela, ubicazione sconosciuta.

## Galleria d'immagini

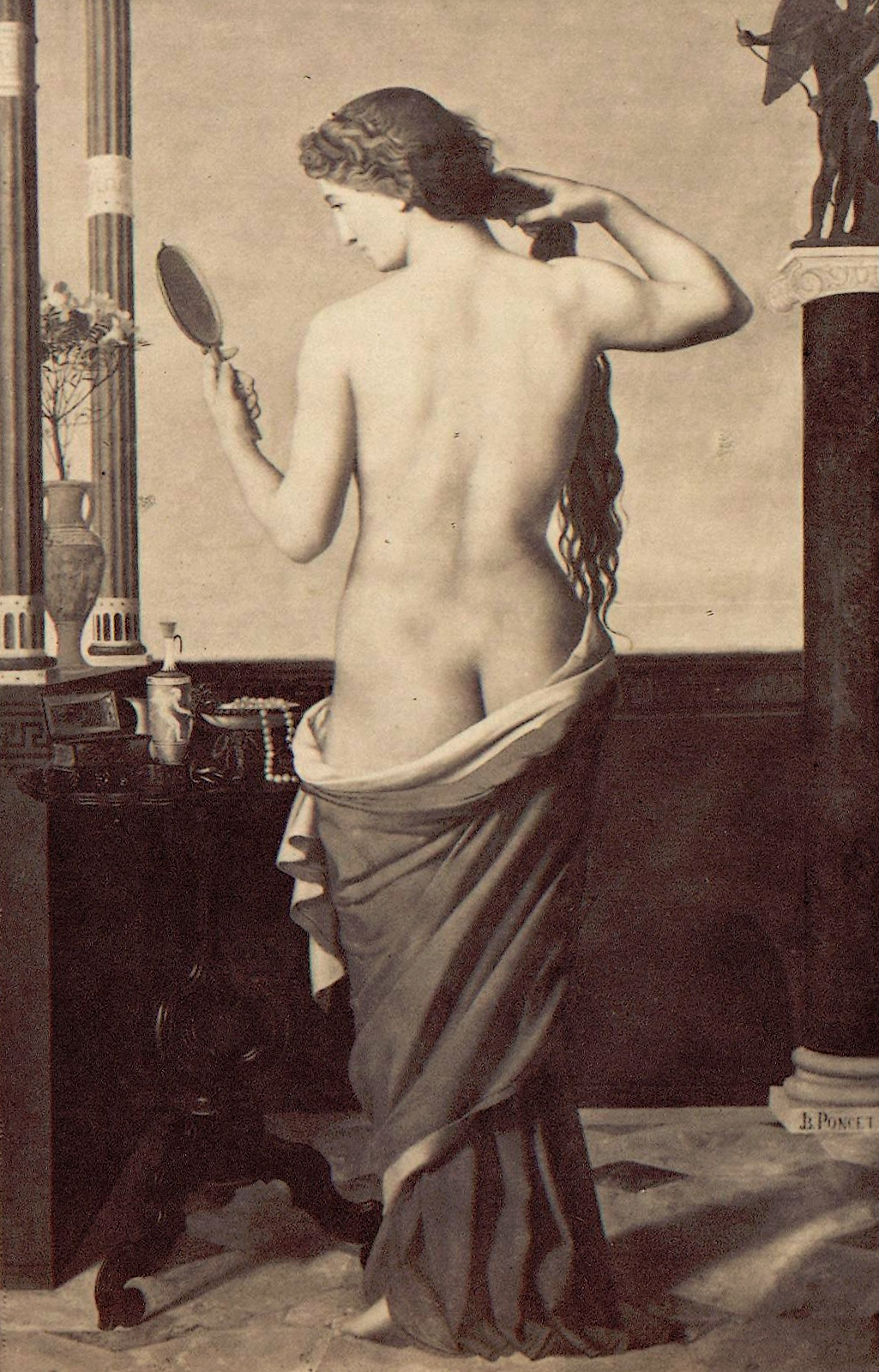
La Toilette de Phryné (1861), ubicazione sconosciuta
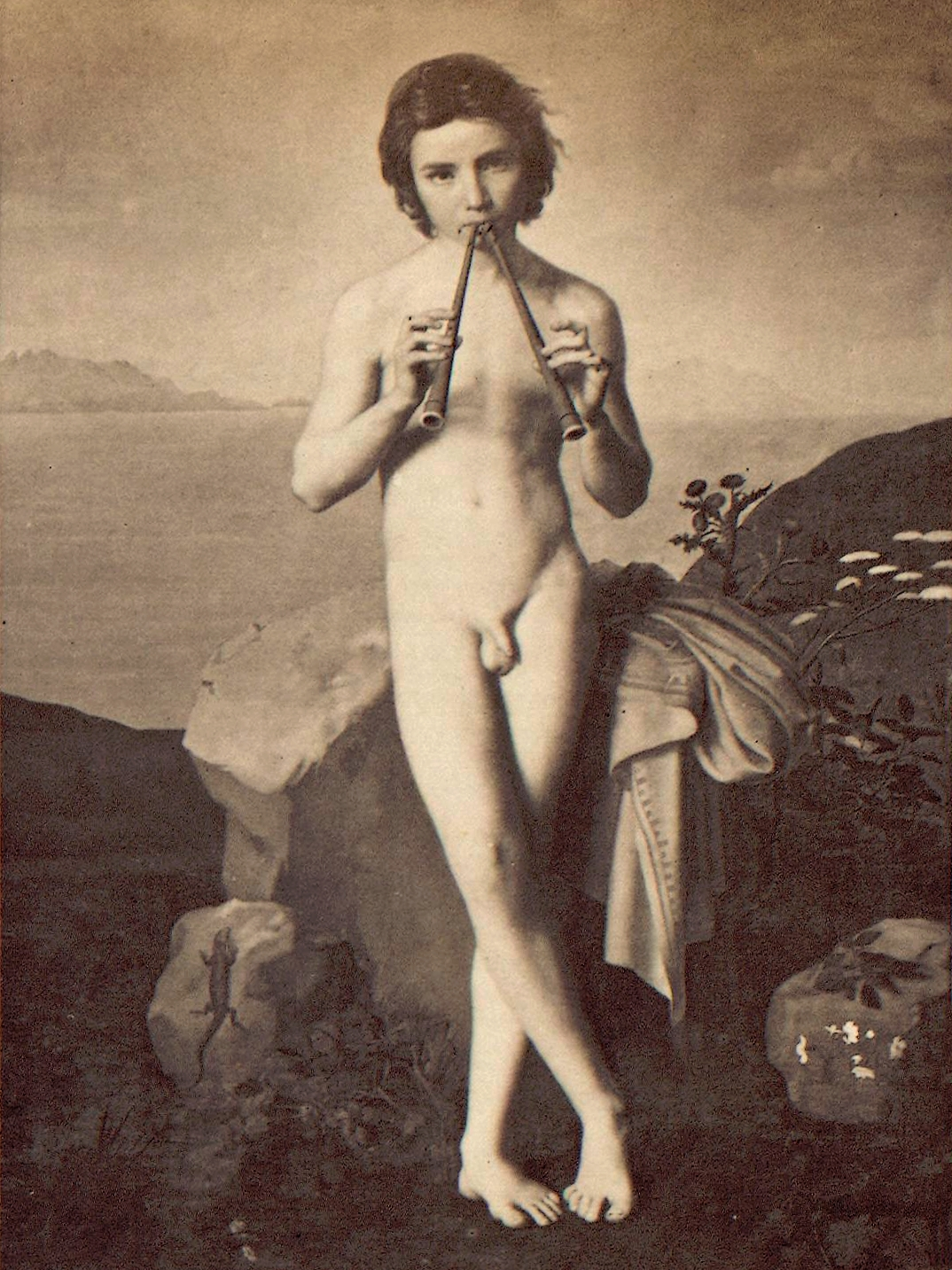
Un jeune joueur de flûte au bord de la mer (1861), museo di belle arti di Lione
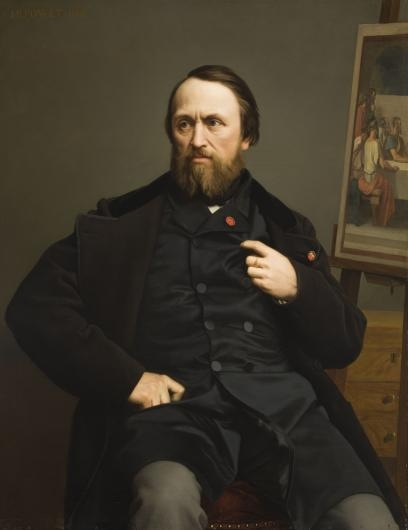
Portrait d'Hippolyte Flandrin (1862), museo di belle arti di Lione